# Junior Messias
Junior Walter Messias (Belo Horizonte, 13 mei 1991) is een Braziliaans voetballer die in het seizoen 2023/24 door AC Milan wordt uitgeleend aan Genoa CFC.

## Clubcarrière
Messias speelde bij de jeugd van Cruzeiro EC, maar stroomde daar nooit door naar het eerste elftal. In 2011 reisde hij met zijn gezin zijn broer achterna naar Turijn. Daar werkte hij onder andere als recycleur van bakstenen en leverancier van wasmachines en vaatwassers. Toen zijn Peruviaanse baas hem uitnodigde om te komen meevoetballen met zijn voetbalclubje waar voornamelijk Peruviaanse immigranten speelden, viel het talent van Messias meteen op. Ex-profvoetballer Ezio Rossi bood hem een contract aan bij vierdeklasser Fossano Calcio, maar Messias weigerde omdat hij als arbeider meer kon verdienen.
Even later bood Rossi hem een test aan bij vijfdeklasser AS Casale Calcio. Nadat Messias er een overtuigende test aflegde, kreeg hij een aanbod om er voor 1500 euro per maand te voetballen. Messias hapte toe en besloot alles op het voetbal te zetten. In 2016 promoveerde hij met de club naar de Serie D.
Via Calcio Chieri (waarmee hij in 2017 naar de Serie D promoveerde) en AC Gozzano belandde hij in januari 2019 bij FC Crotone, dat toen in de Serie B uitkwam. De club leende hem eerst nog een half seizoen uit aan Gozzano, maar in het seizoen 2019/20 groeide Messias meteen uit tot een vaste waarde bij I Pitagorice. De Braziliaan kon hierdoor zijn job als pakjesbezorger laten vallen en voltijds profvoetballer worden. Met zijn zes doelpunten droeg hij een aardig steentje bij aan de tweede plaats van de club, die een promotie naar de Serie A opleverde. Crotone zakte in het seizoen 2020/21 meteen terug naar de Serie B, ondanks de negen doelpunten van Messias.
In augustus 2021 versierde hij een transfer naar AC Milan, dat door zijn financiële problemen genoodzaakt was om de Braziliaan eerst te huren. Na drie invalbeurten in de Serie A maakte hij er op 24 november 2021 zijn debuut in de Champions League. Messias scoorde tegen Atlético Madrid in de 87e minuut het enige doelpunt van de wedstrijd, waardoor hij Milan een eerste Champions League-zege in acht jaar bezorgde. Met vijf doelpunten in 26 competitiewedstrijden hielp hij de Milanezen in het seizoen 2021/22 ook aan een eerste landstitel in elf jaar. In juli 2022 nam Milan hem definitief over van Crotone.

## Erelijst
| Kampioen Serie A | 1x | 2021/22 |